# Paul Weller (album)
Paul Weller è il primo album di Paul Weller pubblicato nel 1992.

## Tracce
Tutti i brani sono opera di Paul Weller, eccetto dove indicato.
Versione UK
1. Uh Huh Oh Yeh – 3:13
2. I Didn't Mean to Hurt You – 3:27
3. Bull-Rush – 4:43
4. Round and Round – 4:25
5. Remember How We Started – 3:44
6. Above the Clouds – 4:13
7. Clues – 4:24
8. Into Tomorrow – 3:07
9. Amongst Butterflies – 3:13
10. The Strange Museum – 3:17 (Weller, Mick Talbot)
11. Bitterness Rising – 3:53
12. Kosmos – 11:57

Versione giapponese
1. Uh Huh Oh Yeh – 3:12
2. I Didn't Mean to Hurt You – 3:28
3. Bull-Rush – 4:44
4. Remember How We Started – 3:44
5. Above the Clouds – 3:50
6. Round and Round – 4:52
7. Clues – 4:24
8. Into Tomorrow – 3:30
9. Amongst Butterflies – 2:34
10. Bitterness Rising – 4:28
11. New Thing – 3:31
12. Kosmos – 11:55

### Deluxe Edition
CD 1
1. Uh Huh Oh Yeh
2. I Didn't Mean to Hurt You
3. Bull-Rush
4. Round and Round
5. Remember How We Started
6. Above the Clouds
7. Clues
8. Into Tomorrow
9. Amongst Butterflies
10. Bitterness Rising
11. Kosmos
12. Here's A New Thing (b-side)
13. That Spiritual Feeling (b-side)
14. Into Tomorrow (demo) (b-side)
15. Arrival Time (b-side)
16. Fly On The Wall (b-side)
17. Always There To Fool You (b-side)
18. Everything Has A Price To Pay (b-side)

CD 2
1. All Year Round (b-side)
2. Feelin' Alright (b-side)
3. 'Hot Rod' (demo)
4. Round and Round (alternative version)
5. Remember How We Started (demo)
6. Clues (demo)
7. Into Tomorrow (acoustic version)
8. Butterflies (acoustic version)
9. Bitterness Rising (original version)
10. Kosmos (demo)
11. New Thing (alternative version)
12. Fly On The Wall (b-side)
13. The Bitter Truth (b-side)
14. Amongst Butterflies (demo)
15. Abraham, Martin & John (acoustic version)
16. Kosmos ('Lynch Mob beats' version)